# Gryllopsis nepalicus
Gryllopsis nepalicus är en insektsart som beskrevs av Sigfrid Ingrisch 1987. Gryllopsis nepalicus ingår i släktet Gryllopsis och familjen syrsor. Inga underarter finns listade i Catalogue of Life.